# Sabu Ibbi
Sabu, mit dem Schönen Namen Ibbi, war ein Hoherpriester des Ptah im Alten Ägypten. Die genaue chronologische Einordnung des Sabu Ibbi ist unsicher. Laut Breasted und Sethe amtierte er am Ende der 5. Dynastie unter Pharao Unas sowie zu Beginn der 6. Dynastie unter Pharao Teti. Strudwick datiert ihn an den Anfang der 6. Dynastie in die zweite Hälfte der Regierungszeit von Pharao Teti. Er war eventuell der Vater von Ptahshepses, der auch Hoherpriester des Ptah war und ebenfalls eine Kultkapelle in der Mastaba des Sabu hatte.
Sabu Ibbi ist von seinem Grab (eine Mastaba, moderne Nummer E.1) in Sakkara bekannt, das im 19. Jahrhundert entdeckt und publiziert wurde. Teile der Dekoration, zwei Wände und die Scheintür, befinden sich seit 1892 im Ägyptischen Museum in Kairo.
Sabu Ibbi trug zahlreiche Titel. Er war vor allem Großer der Leiter der Handwerker (Wr-ḫrp-ḥmw.t. = Wer-cherep-hemut) Dabei handelt es sich um den Hoherpriester-Titel. Er hatte auch Priesterämter an den Pyramiden von König Unas und Teti inne.